# Havas Creative
Havas Creative — рекламное агентство (ранее — Havas Worldwide и Euro RSCG).

## История
Агентство Euro RSCG появилось в результате слияния агентств Eurocom S.A. и RSCG (название составлено из первых букв Roux, Séguela, Cayzac, и Goudard).
- 1970 — Bernard Roux, Jacques Séguéla открывают агентство Roux Séguéla
- 1972 — Alain Cayzac присоединяется к Roux Séguéla, появляется агентство Roux Séguéla Cayzac
- 1975 — Из компании Havas Сonseil была образована холдинговая компания Eurocom
- 1976 — Roux Séguéla Cayzac объединяется с Jean-Michel Goudard, образуя агентство RSCG
- 1991 — Eurocom S.A. приобретает RSCG. На международном рынке появляется новое агентство — Euro RSCG
- 24 сентября 2012 года решением холдинга Havas сеть Euro RSCG переименовывается в Havas Worldwide

На данный момент Havas Creative  имеет 316 офисов в 120 городах в 75 странах мира. Компания входит в пятёрку лидирующих международных рекламных сетей. .

## О холдинге Havas
В 1835 году Шарль-Луи Гавас открыл небольшое информационное агентство во Франции, что в то время было новшеством. Одним из первых таких агентств было британское агентство Рейтер, которое совместно с Havas в 1870 году поделило мир на эксклюзивные медиазоны: агентству Рейтер достались Великобритания, Голландия и зависимые от них страны, занимавшие к тому времени значительную часть Африки и Азии; Havas получил Францию, Италию, Испанию, Португалию и некоторые регионы Ближнего Востока. 
В 1876 году агентство Рейтер признало за Havas исключительное право на Южную Америку, получив при этом весь Дальний Восток, кроме прежнего Индокитая, но с Австралией и Океанией. Оба агентства обменивались сообщениями с крупнейшим американским агентством Associated Press.
С каждым годом компания разрасталась, и уже в 1918 году она представляла собой сеть информационных агентств, расположенных во Франции и за рубежом. 70% дохода компании составляла продажа информации. Став со временем владельцем нескольких французских печатных изданий, компания Чарльза Хаваса закрепилась в статусе одной из лучших на медиарынке. 
После подписания в 1920 году договора о партнерских отношениях с рекламной компанией Societe Generale d’Annonces родилось одно из крупнейших информационных и рекламных агентств Франции. Его услуги включали рекламу в кинематографе и на радио, а после приобретения Аvenir Publicite — и наружную рекламу. 
В 1930-e годы представительства агентства открывались во всем мире. Во время Второй мировой войны информационное агентство, получив новое имя Agence France Press, стало собственностью государства. 
Впоследствии агентство Франс-Пресс (с 1944 г.), созданное на базе Havas, наряду с Рейтер, Associated Press и ЮПИ контролировало большую часть международных новостей, передаваемых во всем мире.
В середине 1960-х Havas Сonseil было признано ведущим рекламным агентством Франции. 
Штаб-квартира Havas Creative расположена в Нью-Йорке.

## Деятельность
Havas Creative работает с 81 из 100 крупнейших рекламодателей мира: Groupe Danone, Linguine a la Mode, GLAAD, Citigroup, Nestlé, eBay, PSA Peugeot Citroen, Kraft Foods, Heineken, Playboy, Baby Alive, Hamburger Helper Symposium, NAMBLA, McDonald's, L'Oréal, Reckitt Benckiser, Schering-Plough Corp и Sanofi-Aventis.